# Thọ An Hoàng thái hậu
Hiếu Huệ Thiệu Hoàng hậu (chữ Hán: 孝惠邵皇后 ; ? - 1522), là một phi tần của Minh Hiến Tông Chu Kiến Thâm. Bà sinh ra Hưng Hiến vương, truy tôn Minh Duệ Tông Chu Hữu Nguyên, do vậy là tổ mẫu của Minh Thế Tông Chu Hậu Thông.

## Tiểu sử
Hiếu Huệ Thái hậu Thiệu thị nguyên quán Xương Hóa, Chiết Giang. Cha là Thiệu Lâm (邵林), gia cảnh bần cùng, sau phải bán Thiệu thị cho một hoạn quan ở Hàng Châu. Sử sách không chép rõ Thiệu thị sinh năm nào, chỉ biết bà nhập cung làm cung nữ năm Thiên Thuận thứ 4 (1460) dưới thời của Minh Anh Tông Chu Kỳ Trấn. Bà được ghi lại là biết đọc chữ và có nhan sắc.
Năm Thiên Thuận thứ 8 (1464), Anh Tông băng hà, Hoàng thái tử Chu Kiến Thâm nối ngôi, sử gọi Minh Hiến Tông, cải niên hiệu sang năm thành Thành Hóa nguyên niên. Không rõ thời gian Thiệu thị được sủng hạnh, nhưng đã sớm thuộc hàng Thứ phi.
Năm Thành Hóa thứ 12 (1476), bà hạ sinh Hoàng tứ tử Chu Hựu Nguyên, cha đẻ của Minh Thế Tông Chu Hậu Thông sau này. Khi đó Vạn Quý phi, sủng phi của Minh Hiến Tông có ý hãm hại bà, nhưng nhờ Chu Thái hậu bảo vệ chu toàn nên mẫu tử bình an. Cùng năm, Thiệu thị được sách phong Thần phi (宸妃). Hai năm sau, Thiệu Thần phi sinh thêm một hoàng tử, đặt tên Chu Hựu Lâm. Năm thứ 14 (1481), bà lại sinh tiếp Chu Hựu Duẫn - hoàng tử thứ 8 của Hiến Tông. Khi Hiến Tông lâm bệnh nặng, đã tấn phong bà thành Quý phi.
Suốt triều đại của hai vị Hoàng đế kế tự của Hiến Tông là Minh Hiếu Tông Chu Hựu Đường và Minh Vũ Tông Chu Hậu Chiếu, hành trang của Thiệu Quý phi không được ghi lại nhiều. Theo lệ nhà Minh, bà vẫn ở lại trong cung dù con trai bà là Phiên vương, và theo đó thì bà được gọi là [Hiến miếu Quý phi; 憲廟貴妃] trong suốt thời gian này. Hai mẹ con cũng sử dụng thư từ để trao đổi và hỏi thăm tin tức cho nhau.

## Trở thành Hoàng thái hậu
Năm Chính Đức thứ 16 (1521), tháng 3 ÂL, Minh Vũ Tông qua đời không người kế vị. Theo di chiếu, Vũ Tông chọn người thừa kế là em họ ông - con trai của Hưng Hiến vương Chu Hữu Nguyên, đồng thời là cháu nội của Thiệu Quý phi, tức Hưng vương Thế tử Chu Hậu Thông. Khi ấy Chu Hậu Thông 14 tuổi lên ngôi, sử gọi Minh Thế Tông.
Vì sự kiện Thế Tông nhập Đại tông phải tôn Hiếu Tông làm cha, nhưng Thế Tông không chịu, đã sinh ra Đại lễ nghị. Vấn đề này khiến Hoàng đế và các đại thần tranh cãi trong danh xưng của thân thích của Hoàng đế, vì ông được đồng ý kế thừa ngai vàng là với tư cách ["Con của Hiếu Tông, em của Vũ Tông"] nên cha mẹ và bà nội ruột theo lý không được gia tôn. Tuy nhiên Thế Tông quyết tâm đấu tranh để tôn cha mẹ cùng bà nội lên tước vị xứng đáng là Hoàng đế, Hoàng hậu và Thái hoàng thái hậu. Khi này, Thiệu Quý phi tuổi già nên bị mù, phải sờ từ đỉnh đầu đến gót chân người cháu mới đăng cơ của mình. Vào tháng 10 ÂL, Minh Thế Tông thành công trong việc truy phong cha mình là Hưng Hiến vương làm [Hưng Hiến Đế], Quý phi Thiệu thị do đó trở thành ["Đế sinh mẫu"] nên được tôn Hoàng thái hậu.
Năm Gia Tĩnh nguyên niên (1522), mùa xuân, Thế Tông dâng huy hiệu cho bà là Thọ An Hoàng thái hậu (壽安皇太后). Cùng năm đó, vào ngày 17 tháng 11 (âm lịch), Thọ An Hoàng thái hậu Thiệu thị băng, không rõ bao nhiêu tuổi.

## Hậu sự gia tôn
Vì Thiệu thị đã là Hoàng thái hậu, Minh Thế Tông muốn hợp táng Thái hậu vào Mậu lăng (茂陵) cùng với Hiến Tông, nhưng Học sĩ Dương Đình Hoà (杨廷和) lại không đồng tình. Bất chấp mọi lời khuyên can, Tân Hoàng đế vẫn cho táng Thọ An thái hậu vào Mậu lăng, biệt thờ tại Phụng Từ điện (奉慈殿). Thuỵ hiệu chính thức của bà là Hiếu Huệ Khang Túc Ôn Nhân Ý Thuận Hiệp Thiên Hựu Thánh Hoàng thái hậu (孝惠康肅溫仁懿順協天祐聖皇太后).
Năm Gia Tĩnh thứ 7 (1528), cải tôn làm Thái hoàng thái hậu. Nhưng cuối cùng vào năm thứ 15 (1536), Minh Thế Tông giành chiến thắng cuối cùng trong Đại lễ nghị, chuẩn cho hợp thờ Thái hoàng thái hậu Thiệu thị cùng với Hiếu Túc Hoàng hậu và Hiếu Mục hoàng hậu. Nhưng đồng thời, Hoàng đế cũng phải bỏ chữ ["Thái"] trong tôn thụy của bà cùng với Hiếu Túc Thái hậu và Hiếu Mục Thái hậu, mà chỉ gọi chung là ["Hoàng hậu"].

## Hậu duệ
1. Chu Hựu Nguyên [朱祐杬; 22 tháng 7, 1476 - 13 tháng 7, 1519], thụy ban đầu là Hưng Hiến vương (興獻王). Tuy ông không làm Hoàng đế, nhưng con ông là Minh Thế Tông Chu Hậu Thông sau khi lên ngôi, trải qua Đại lễ nghị cuối cùng đã thành công truy tôn cho ông miếu hiệu là Duệ Tông (睿宗) và cải thụy thành Tri Thiên Thủ Đạo Hồng Đức Uyên Nhân Khoan Mục Thuần Thánh Cung Giản Kính Văn Hiến Hoàng đế (知天守道洪德淵仁寬穆純聖恭簡敬文獻皇帝).
2. Chu Hựu Lâm [朱祐棆; 12 tháng 11, 1478 - 2 tháng 12, 1501], thụy là Kỳ Huệ vương (岐惠王), sinh được hai con gái. Thái hậu thương 2 đứa cháu mồ côi nên đón vào cung nuôi dưỡng.
3. Chu Hựu Duẫn [朱祐枟; 29 tháng 6, 1481 - 7 tháng 1, 1507], thụy là Ung Tĩnh vương (雍靖王), không có con thừa tự.